# Saint-Martin-des-Prés
 Saint-Martin-des-Prés  (en bretón Sant-Varzhin-Korle) es una población y comuna francesa, situada en la región de Bretaña, departamento de Côtes-d'Armor, en el distrito de Saint-Brieuc y cantón de Corlay.

## Demografía
| 684 | 592 | 509 | 416 | 385 | 366 |
| Para los censos de 1962 a 1999 la población legal corresponde a la población sin duplicidades (Fuente: INSEE [Consultar]) |     |     |     |     |     |